# Pantjar
Der Pantjar oder Padei war ein Feld- und Flächenmaß auf Java. Es wurden Reisfelder damit vermessen.
- Batavia: 1 Pantjar = 2000 Quadratruten (abweichend: 283,8 Hektar[1])
- Ost-Java 1 Pantjar = 4 Bouw/Bahoe = 283,8596 Hektar[2]